# South Chicago Heights
South Chicago Heights – wieś w Stanach Zjednoczonych, w stanie Illinois, w hrabstwie Cook.
Z South Chicago Heights pochodzi Christy Mack, amerykańska modelka i aktorka pornograficzna.